# Felsenkleiber
Der Felsenkleiber (Sitta neumayer) ist ein in Südosteuropa und Kleinasien bis zum Iran lebender Vertreter der Kleiber. 

## Merkmale
Der 14 bis 15,5 Zentimeter lange Vogel ist anderen Kleibern sehr ähnlich. Von östlicheren Arten ist er durch das Fehlen der weißen Schwanzunterseite und anhand der Stimme zu unterscheiden. Er produziert eine Reihe von abfallenden Pfeiftönen. Auch der Lebensraum unterscheidet sich, denn der Felsenkleiber ist der einzige Kleiber, der an Felsen klettert. Der Vogel wirkt insgesamt blass, und die Jungvögel sind matter gefärbt als die Eltern. Er zeigt vor Menschen wenig Scheu.

## Verbreitung der Unterarten
Die Nominatform ssp. neumayer lebt im südöstlichen Europa. Auf Lesbos und in der westlichen Türkei kommt ssp. zarudnyi vor. Die Unterart ssp. syriaca bewohnt die südliche Türkei, Syrien und das nördliche Israel. Von der Türkei bis in den westlichen und nördlichen Iran ist ssp. rupicola vertreten, im zentralen Iran ssp. tschitscherini sowie im südlichen Iran ssp. plumbea.

## Lebensraum
Zur Brutzeit findet man die Vögel in Felswänden, auf geröllübersäten Steilhängen, an Ruinen und Erdabbrüchen an den nordöstlichen Küsten des Mittelmeeres. Im Winter sieht man den Felsenkleiber auch in Obstgärten.

## Fortpflanzung

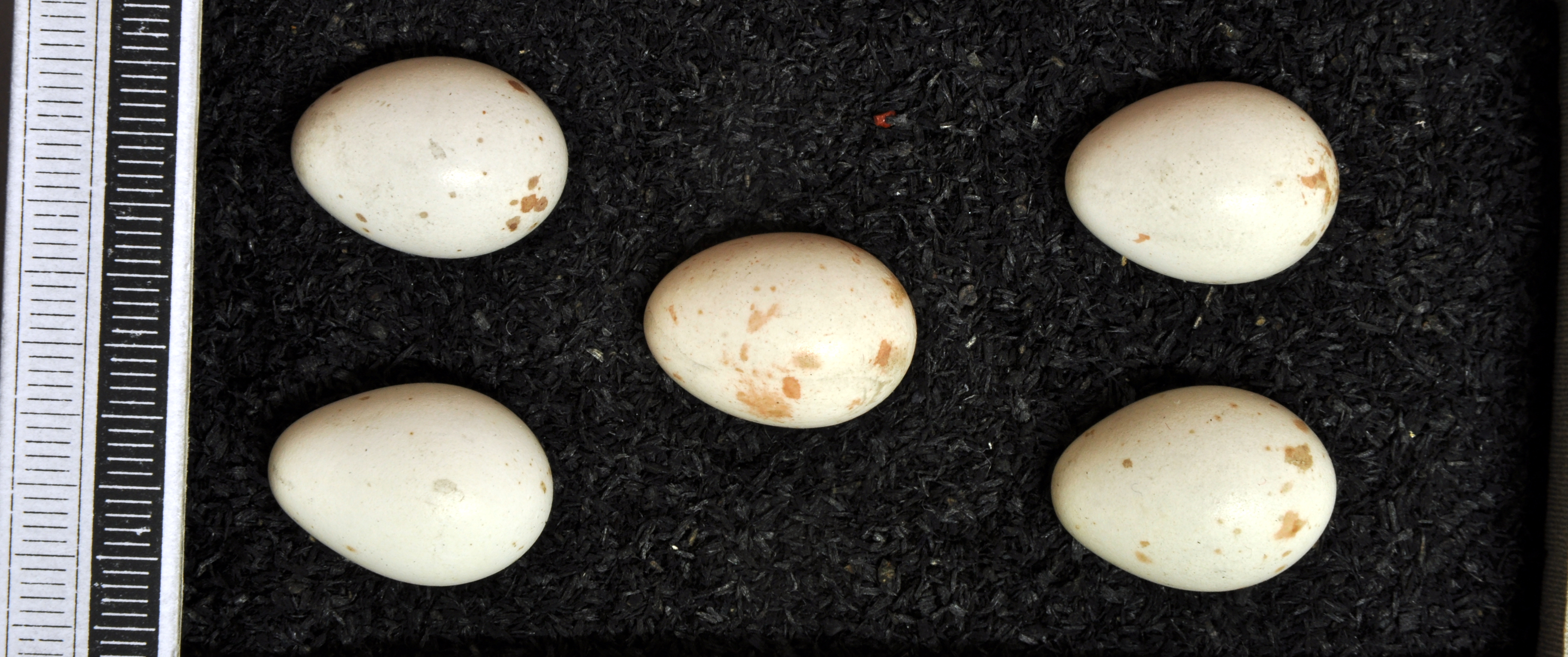
Gelege, Sammlung Museum Wiesbaden

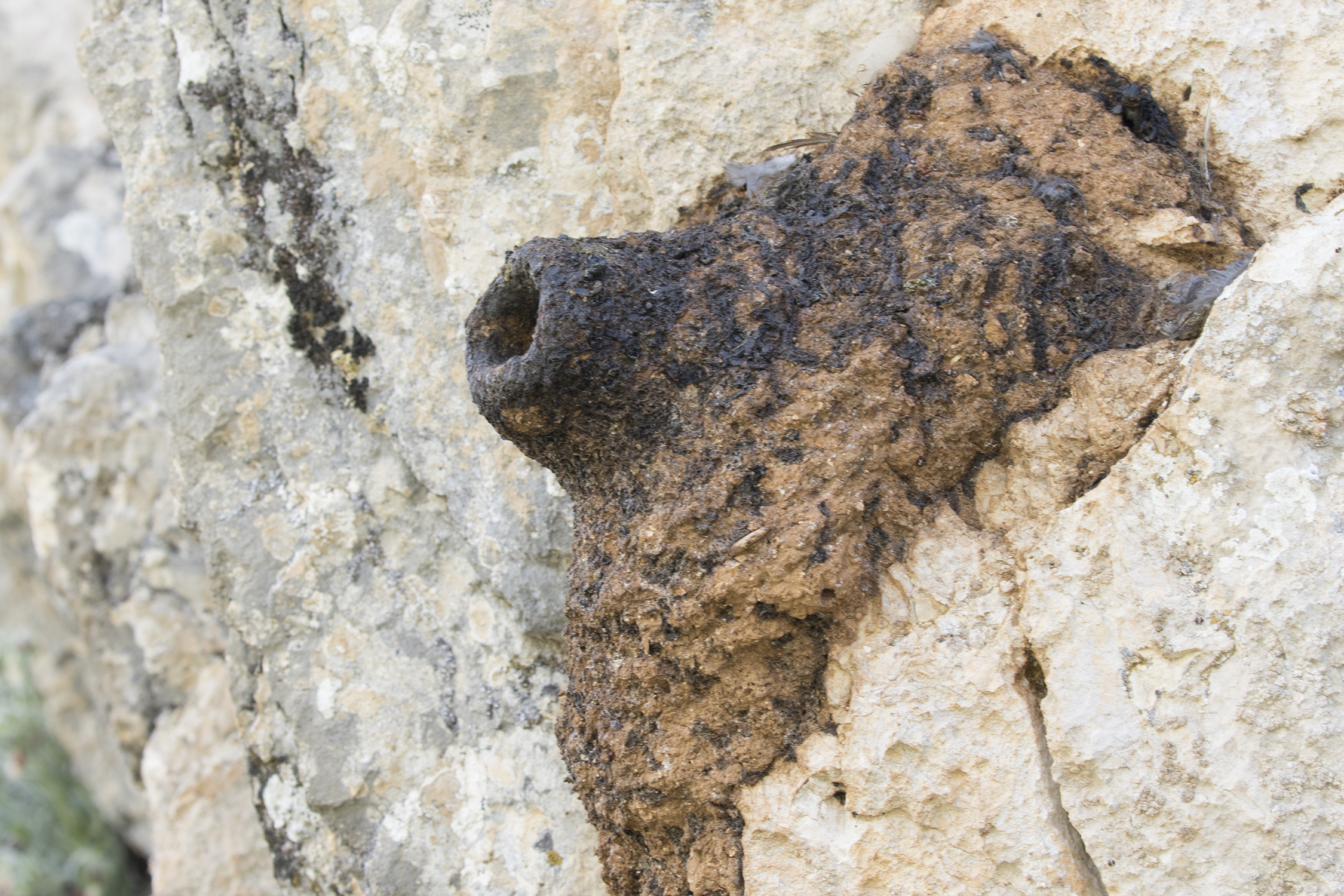
Nest eines Felsenkleibers

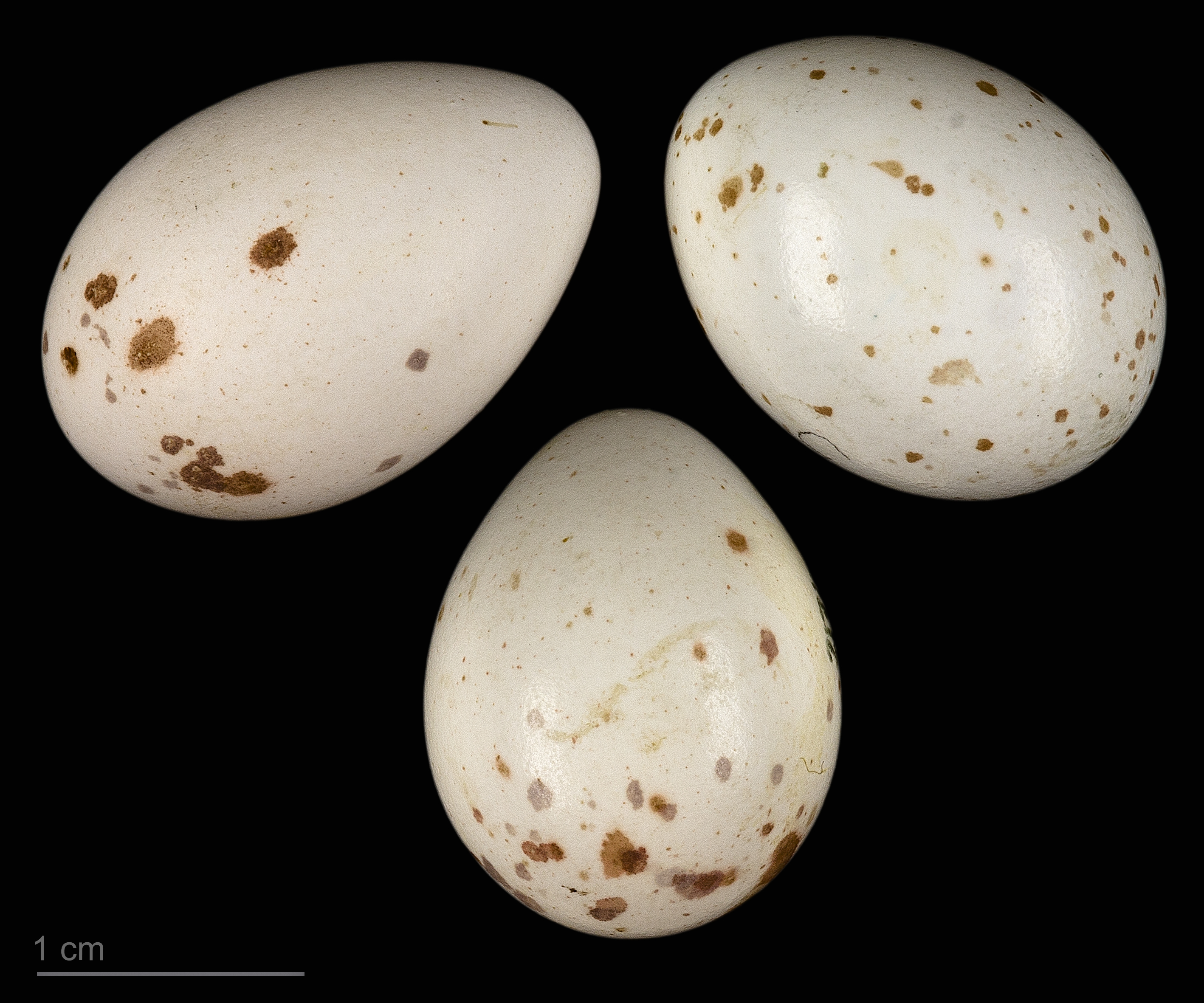
Sitta neumayer syriaca, Sammlung Museum von Toulouse

Die Männchen beginnen im März mit ihrem kaum zu überhörenden Gesang. Ende März bis Anfang April beginnt das Paar mit dem Nestbau, der circa 10 Tage beansprucht. Gibt es eine natürliche Felshöhle, so mauern die Tiere den Eingang bis auf ein enges Schlupfloch zu. An rauen oder glatten Wänden bauen sie dagegen ein topfförmiges Nest aus Lehm und Speichel. Dieser Mörtel wird später so hart, dass man die Nester nicht mehr mit den Händen und kaum mit dem Messer öffnen kann. Man findet sie teilweise noch Jahrzehnte später wieder. Hin und wieder sind in günstigen Winkeln viele verschiedene Nester aus vergangenen Zeiten zu finden. Selten werden auch in Bäumen Nester angefertigt. Das Nest ist innen weich und mit Moos, Wolle und vor allem Federn und bemerkenswerterweise mit Mäusehaar, das aus zerfallenem Eulengewöll stammt, ausgekleidet. Die 4 bis 8 Eier werden 14 bis 15 Tage im April vom Weibchen bebrütet. Die Jungen verlassen das Nest erst bei voller Flugfähigkeit. Danach werden sie noch wenige Tage von den Eltern versorgt.

## Nahrung
Insekten und Spinnen werden aus Felsritzen und dem Bewuchs der Felsen geholt. Im Herbst stehen auch verschiedene Früchte und Sämereien auf dem Speiseplan.

## Nachweise
1. ↑  Lars Svensson (Text, Karten), Killian Mullarney, Dan Zetterström (Illustrationen und Bildlegenden): Der Kosmos Vogelführer: alle Arten Europas, Nordafrikas und Vorderasiens. 2. Auflage. Kosmos, Stuttgart 2011, ISBN 978-3-440-12384-3, S. 350 f. (schwedisch: Fågelguiden. Übersetzt von Peter H. Barthel).
2. ↑  http://ibc.lynxeds.com/species/rock-nuthatch-sitta-neumayer